# الدوري الهندوراسي الدرجة الأولى لكرة القدم 1986–87
الدوري الهندوراسي الدرجة الأولى لكرة القدم 1986–87 هو موسم من الدوري الهندوراسي الدرجة الأولى لكرة القدم. فاز فيه نادي ديبورتيفو أوليمبيا.